# Fuen del Cepo
Fuen del Cepo es un casal del término municipal de Albentosa, en la comarca de Gúdar-Javalambre (provincia de Teruel). Su población era de 26 habitantes en 1991. Está a una altitud de 1030 m y a 44 km de Teruel.

## Geografía
Se encuentra al sur del núcleo principal de Albentosa y al norte de Cerro Cepo, un cerro que sirve de linde entre los términos municipales de Manzanera, Albentosa y El Toro.

## Historia
Es mencionado en un texto del año 1261 en relación con las poblaciones que Jaime I de Aragón concedió a Jérica cuando la separó del territorio perteneciente al concejo de Teruel.

ita quod totum Pallatare remanet intra terminum de Exerica, et de dicta rambla prout vadit ipsa rambla et exit ad Fonteçella, que est introitu Pallataris, et ab ipsa Fonteçella, sicut vadit recta linea usque ad atalaym fontis del Cepo, et ab ipsa atalaya sicut vadit el cerro usque ad vertentes de Alcotas